# Pstruh (film)
Pstruh (v originále La Truite) je francouzský hraný film z roku 1982, který režíroval Joseph Losey podle stejnojmenného románu Rogera Vaillanda. Snímek měl světovou premiéru na Mezinárodním filmovém festivalu v Benátkách dne 4. září 1982.

## Děj
Frédérique (přezdívaná Pstruh), si nese od dětství trauma, se mstí mužům tím, že je svádí, aniž by se jim kdy vydala. Provdala se za homosexuála Galuchata a nějakou dobu žila v Japonsku s bohatým obchodníkem Saint-Genisem, s nímž se seznámila ve stejnou dobu jako s bohatým párem Rambertovými.

## Obsazení
| Isabelle Huppertová  | Frédérique                        |
| Jean-Pierre Cassel   | Rambert                           |
| Jeanne Moreau        | Lou, Rambertova manželka          |
| Daniel Olbrychski    | Saint-Genis                       |
| Jacques Spiesser     | Galuchat                          |
| Isao Yamagata        | Daigo Hamada                      |
| Jean-Paul Roussillon | Verjon                            |
| Roland Bertin        | hrabě                             |
| Lisette Malidor      | Mariline, přítelkyně Saint-Genise |
| Craig Stevens        | Carter, ředitel společnosti       |
| Ruggero Raimondi     | host na večírku                   |
| Alexis Smithová      | Gloria                            |
| Lucas Belvaux        | pomocník v rybářství              |
| Pierre Forget        | otec Frédérique                   |
| Anne François        | letuška Air France                |
| Ippo Fujikawa        | Kumitaro                          |
| Yuko Kada            | Akiko                             |
| Joseph Losey         | muž v japonském baru              |